# 大道奈緒
大道奈绪（1977年2月17日—），台灣新聞主播、記者、主持人，現任年代集團總經理特助。

## 職業生涯
她約在2003年投入新聞圈，原於台中擔任地方記者，2008年升任年代新聞台主播。
2016年，年代集團於台中的部分地區性頻道開闢地方新聞節目《台中壹新聞》，由大道奈緒擔任當家主播行列。2017年8月大道奈緒調回年代新聞台，2018年1月成為年代新聞台《新聞非常道》主持人。2020年7月底，因為陳雅琳主播住院，7/23開始，曾代班壹電視新聞台《新聞深呼吸》節目。

## 學歷
- 中國文化大學新聞學系[2]

## 經歷
- 中天新聞台記者
- 年代新聞台中部特派記者、主播、主持人
- 壹電視新聞台記者、主播、總經理特助

## 曾擔任播報節目
| 時間                          | 頻道         | 節目               | 備註   |
| 時間待查                      | 年代新聞台   | 《新聞追追追》     | 主持人 |
| 時間待查                      | 年代新聞台   | 《年代午報》       | 主播   |
| 2016年7月30日－2017年8月20日  | 台中地區頻道 | 《台中壹新聞》     | 主播   |
| 2017年8月21日－2019年8月31日  | 年代新聞台   | 《1100年代搶新聞》 | 主播   |
| 2018年1月22日－2018年12月28日 | 年代新聞台   | 《新聞非常道》     | 主持人 |
| 2021年5月－2021年8月          | 壹電視新聞台 | 《整點新聞》       | 主播   |

## 個人生活
大道奈緒是道地的台灣人，因為她8歲時母親改嫁日本人，才改從繼父姓。
2013年3月24日，大道奈緒與愛情長跑七年、同在新聞圈的攝影記者林柏燕結婚，並育有一子一女。

## 外部連結
- 大道奈緒的Facebook專頁
- 主播介紹 （页面存档备份，存于）